# 尼爾斯·吉費
尼爾斯·吉費（德語：Niels Giffey，1991年6月8日—），德國籃球運動員。他現在效力於德國籃球聯賽球隊柏林。他也代表德國國家籃球隊參賽，隨隊參加2020年夏季奧林匹克運動會。

## 國家隊生涯
2022年，吉費帮助德国队获得欧洲篮球锦标赛铜牌，场均贡献 5.9 分和 1.9 个篮板。次年，他成为德国2023年国际篮联世界杯冠军队的一员，在比赛中场均得到 3.1 分。